# Коваленко, Анатолий Андреевич
Анатолий Андреевич Коваленко (род. 26 мая 1955, Старая Гута) — советский и украинский политик, кандидат юридических наук, доктор политических наук, профессор (2004); президент Общественного фонда Святого Андрея Первозванного (с апреля 1997); член президиума Ассоциации местных и региональных властей Украины; депутат Киевского горсовета от блока Виталия Кличко (с мая 2008).

## Биография

### Ранние годы и образование
Анатолий Коваленко родился 26 мая 1955 года в селе Старая Гута, Середино-Будского района, Сумской области. Отец Андрей Дмитриевич (1922—1994); мать Мария Брониславовна (1931—2004).
Закончил санитарно-технический факультет Киевского инженерно-строительного института (1972—1977) по специальности инженер-строитель, «Теплогазоснабжение и вентиляция».
В 1997 году защитил кандидатскую диссертацию по теме «Конституционно-правовое регулирование местного самоуправления в Украине: вопросы теории и практики» (Киевский национальный университет имени Т. Шевченко).
В 2003 году защитил докторскую диссертацию по теме «Становление и развитие исполнительной власти в Украине» (Черновицкий национальный университет им. Ю. Федьковича, 2003).

### Карьера
- 1970 — грузчик Комаровского смоло-скипидарного оборудования Тетеревской лесной оптово-производственной станции.
- 1972 — станочник фугального верстака Комаровской мебельной фабрики.
- 1977 — инженер, старший инженер проектно-конструкторской группы треста «Киевспецстрой» Главкиевгорстроя.
- 1981 — прораб, в.а. нач..
- 1983 — начальник производственно-технического отдела.
- 1984 — инженер СМУ № 3 треста «Киевспецстрой» Главкиевгорстроя.
- 1986 — заместитель председателя, с 09.1991 — первый заместитель председателя исполкома Печерского райсовета народных депутатов города Киева.
- 1992 — первый заместитель главы Печерской райгосадминистрации города Киева.
- 1993 — представитель Президента Украины в Печерском районе города Киева.
- 1994 — глава Печерского райсовета народных депутатов.
- 1995 — председатель Печерской райгосадминистрации города Киева.
- 1995—1998 — народный депутат Украины второго созыва Печерский выборный округ № 11. Член группы «Реформы», член Комитета по вопросам бюджета.
- 2001 — председатель Печерской районной в городе Киеве госадминистрации.
- 2001—2006 — председатель Печерской районной в городе Киеве госадминистрации.
- 1994—2006 — председатель Печерского районного в городе Киеве совета.
- 2003—2005 — председатель Сумского землячества в городе Киеве.
- 2005 — член Совета землячества.
- 2006 — член-корреспондент Украинской академии политических наук.
- 2006—2008 — депутат Киевского горсовета, руководитель депутатской фракции «Народного блока Литвина», председатель Постоянной комиссии по вопросам экологической политики.

## Награды
- Заслуженный строитель Украины (12.1997).
- Орден «За заслуги» III (10.1999), II (05.2001), I степени (01.2005).
- Орден Данилы Галицкого (05.2004).
- Почетная грамота Кабинета Министров Украины (12.2000).

## Личная жизнь
Жена Анна Николаевна (1955) — сотрудник СК «Эталон»; сын Анатолий (1978) — юрист; сын Артем (1987) — студент Института международных отношений Киевского национального университета имени Т. Шевченко.